# Beaufort (sýr)
Beaufort je francouzský sýr. Pochází z francouzských Alp. Zraje nejméně 6 měsíců vysoko v horách, váha sýrového bochníku je až 70 kilogramů. Při výrobě se používají formy z bukového dřeva, ve kterých se sýr formuje do charakteristického tvaru. Střed sýru je jemný, trochu připomíná sýr Gruyère. Kůrku má hladkou, žlutou až hnědou. Jeho chuť připomíná ořechy, někdy má též vůni bylinek. Kromě základní verze sýra existuje také letní (vyráběná od června do října) a alpská.